# Terapia mirata
La terapia mirata (dall'equivalente termine inglese targeted therapy) è un tipo di terapia farmacologica per la cura dei tumori indirizzata a contrastare i meccanismi specifici del processo di carcinogenesi dei singoli tumori. I farmaci di questo tipo risultano di conseguenza efficaci verso tipi definiti di neoplasie, sono quindi selettivi (per questo si parla anche di terapia personalizzata) e generalmente dotati di effetti avversi di minore entità rispetto ai farmaci di tipo chemioterapico, a cui comunque vengono spesso associati, alla ricerca della massima efficacia terapeutica.

## Storia

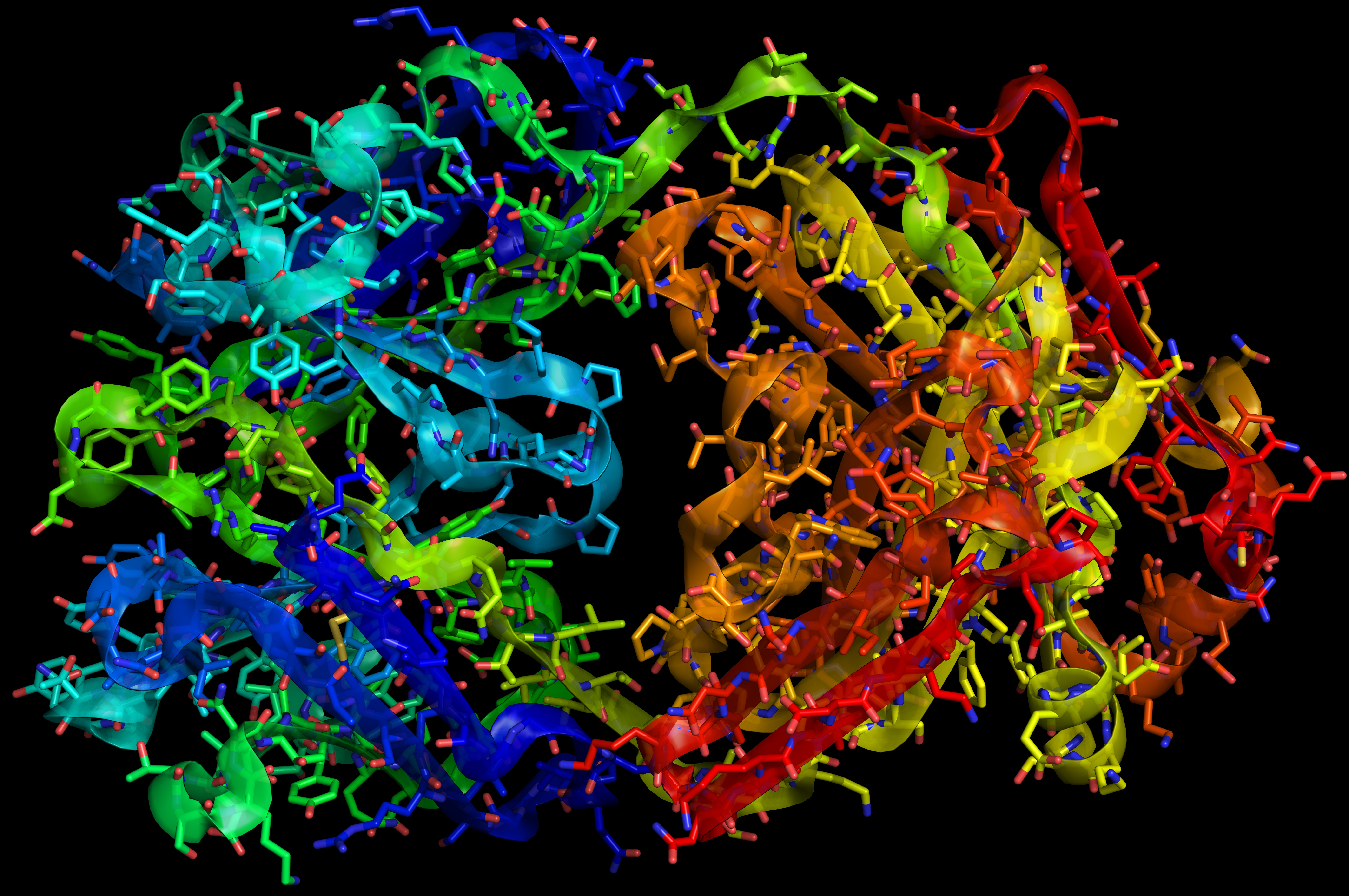
Struttura del trastuzumab, uno dei primi farmaci sviluppati per la terapia mirata dei tumori

La possibilità di agire in maniera mirata contro le cause alla base dello sviluppo dei tumori era un obbiettivo già presente nel concetto di "pallottola magica" espresso dal padre della chemioterapia, Paul Ehrlich, all'alba del ventesimo secolo. Un primo tentativo di trattamento di un paziente affetto da linfoma utilizzando gli anticorpi monoclonali effettuato nel 1980, dopo una serie di esperimenti incoraggianti su modelli murini, non ottenne effetti apprezzabili, mentre maggior successo ebbe un analogo tentativo compiuto nel 1982. Nel 1986 fu per la prima volta utilizzato l'acido trans-retinoico per la cura della leucemia promielocitica acuta, ma la sua scoperta fu sostanzialmente casuale, in quanto l'esatto meccanismo dell'azione terapeutica era sconosciuto all'epoca, e venne chiarito solo successivamente.  Il primo farmaco ad azione mirata sviluppato partendo dall'individuazione del meccanismo specifico di azione di un oncogene tumorale (l'HER2/neu) fu quindi il trastuzumab, un anticorpo monoclonale creato nei laboratori della società biotecnologica Genentech, i cui trial di sperimentazione sull'uomo vennero avviati nel 1992.

## Meccanismi d'azione
A differenza dell'approccio della chemioterapia classica, che agisce su meccanismi aspecifici legati a caratteristiche proprie di tutte le cellule a rapida proliferazione, comprese quelle normali, la terapia mirata interviene sui meccanismi legati all'espressione di oncogeni e geni oncosoppressori, alla base della specifica azione di promozione tumorale, che ha come conseguenza la trasformazione della cellula da normale a patologica. L'aumento di comprensione del processo di carcinogenesi ha permesso infatti di individuare una serie sempre maggiore di mutazioni a carico dei geni che esprimono particolari enzimi che fanno parte di alcune catene (o "cascate") di segnali intracellulari, alterazioni in grado di sovvertire i normali meccanismi di regolazione che mantengono gli equilibri della cellula (omeostasi), spingendola verso la proliferazione incontrollata, e facendole acquisire caratteristiche di aggressività per l'organismo. Un caso tipico è quello della presenza dell'alterazione cromosomica Bcr-abl legata alla leucemia mieloide cronica, che ha come conseguenza la produzione di un enzima della classe delle protein-chinasi sfrenatamente iperattivo, dimostratosi fondamentale nel promuovere la trasformazione della cellula in senso patologico. Lo sviluppo di una farmaco di tipo molecolare (l'imatinib) in grado di bloccare questo enzima, e di altri dotati di meccanismo analogo, ha cambiato radicalmente la prognosi di questa patologia.
Alterazioni nella struttura ed azione delle protein-chinasi sono state trovate anche in molte altre neoplasie, permettendo la creazione di numerosi farmaci di tipo molecolare in grado di interagire su questi enzimi alterati (gefitinib, erlotinib, crizotinib, lepatinib, neratinib).
Un'azione simile è quella esercitata da alcuni farmaci della categoria degli anticorpi monoclonali umanizzati (trastuzumab, cetuximab), che agiscono sulle catene di segnali interferendo con i recettori presenti sulla superficie cellulare, come nel caso del recettore del fattore di crescita dell'epidermide (EGFR), una delle molecole bersaglio rivelatasi più efficace per la terapia mirata.
Un'altra linea d'azione prevede il contrasto ai meccanismi di angiogenesi che permettono la vascolarizzazione del tumore in crescita, utilizzando sia gli anticorpi monoclonali umanizzati (bevacizumab), che molecole semplici, anche in questo caso appartenenti al gruppo degli inibitori delle protein-chinasi (sorafenib, sunitinib, regorafenib).
Una strada che si è rivelata molto promettente è quella basata sull'attivazione dei processi di apoptosi cellulare, attraverso l'uso di inibitori del proteosoma come il bortezomib, o interferendo sulle catene di segnali legati al gruppo di geni Bcl-2.
Ulteriori linee di ricerca, che hanno già fornito risultati terapeuticamente validi, riguardano anticorpi monoclonali in grado di attivare il sistema immunitario in maniera selettiva (rituximab, alemtuzumab), e l'uso di vaccini o di anticorpi monoclonali legati a farmaci o tossine (tositumomab), in grado di colpire selettivamente le cellule tumorali, risparmiando quelle sane.

## Limiti e problematiche

### Specificità
La specificità dei farmaci di tipo mirato li rende adatti alla cura di tipologie ben definite di tumori, e questo ne limita necessariamente il campo di applicazione, a volte in modo piuttosto restrittivo, legando l'efficacia non tanto (o non solo) alla localizzazione o al tipo istologico di tumore, quanto alla tipologia di mutazione espressa dalla cellula mutata, da cui deriva la necessità di una diagnosi preventiva che possa orientare l'uso del farmaco solo alla tipologia sensibile. Ad esempio, l'uso del trastuzumab nel tumore al seno si è dimostrato prevedibilmente efficace solo nella cura dei tumori del tipo Her2 positivi, quelli cioè che contengono la mutazione che esprime il recettore di membrana alterato che il farmaco riesce a bloccare.
Un problema legato a questa specificità è che questo approccio si è dimostrato indubitabilmente efficace nei tumori che esprimono un numero limitato di mutazioni, ed in particolare dove si è riusciti a delimitare un piccolo numero di mutazioni in grado di sostenere significativamente il tumore, come nel caso della leucemia mieloide cronica. Per i tumori caratterizzati da un'elevata variabilità nel numero e tipo di mutazioni (e purtroppo questo risulta il caso tipico dei tumori epidemiologicamente più diffusi, come quello ai polmoni), la terapia mirata non ha finora ottenuto risultati particolarmente significativi, se non restringendo il campo a tipologie più definite, come nel caso del carcinoma polmonare non a piccole cellule (NSCLC).

### Resistenza e perdita di efficacia
La tendenza elevata di molti tumori a sviluppare nuove mutazioni in corso di trattamento, anche per l'effetto selettivo legato al farmaco stesso, comporta la diminuzione o la perdita dell'efficacia del trattamento stesso, talvolta in tempi rapidi, con problemi seri di recidive, similmente a quanto accade con i chemioterapici classici. Per superare questo problema e prolungare le remissioni nel tempo sono state messe a punto alcune strategie. La più comune è quella di associare più farmaci di tipo mirato tra loro, o con chemioterapici la cui efficacia verso il tipo di tumore è già documentata. Questo approccio si è già rivelato piuttosto efficace, in particolare se associato a sistemi per determinare la presenza dei bersagli specifici per i farmaci da utilizzare, permettendo di aumentare la sopravvivenza media e allontanare i pericoli di ricaduta, ad esempio nel mieloma multiplo, ed al momento la ricerca sta lavorando attivamente per trovare combinazioni sempre più efficaci.

### Reazioni avverse
Anche se la specificità di azione rende gli effetti avversi di questi farmaci meno frequenti e meno debilitanti di quelli della chemioterapia classica, esistono comunque problematiche legate ad effetti di questo tipo. I più comuni sono quelli di tipo dermatologico legati ai farmaci con azione inibitoria sul recettore del fattore di crescita dell'epidermide (EGFR). Sono però possibili anche problemi di entità maggiore, come la cardiotossicità legata all'uso del trastuzumab. In alcuni casi, comunque piuttosto rari, il livello di questi effetti indesiderati può essere tale da costringere all'abbandono della terapia.

### Costi
Il problema dei costi estremamente gravosi di questi farmaci, spiegati dalle case farmaceutiche con la motivazione degli elevati costi della sperimentazione, legati all'alto tasso di insuccesso durante la stessa, ed al loro limitato campo di utilizzo (fattore legato alla specificità d'azione), hanno comportato negli ultimi tempi una serie di valutazioni critiche sui rapporti costo/beneficio legati ai risultati ottenibili, non sempre ritenuti giustificati, anche alla luce del prevedibile futuro aumento di impegno per i sistemi sanitari pubblici e assicurativi.
Gli aumenti progressivi praticati nel prezzo di questi medicinali da parte delle case farmaceutiche hanno spinto nel 2013 più di cento specialisti a scrivere una lettera aperta alla rivista scientifica Blood denunciando questi aumenti come ingiustificati ed immorali.